# Sân bay Forlì
Sân bay Forlì (IATA: FRL, ICAO: LIPK) là một sân bay gần Forlì, bắc Italia.

## Các hãng hàng không và các tuyến điểm
- Ryanair (Birmingham [bắt đầu ngày 20 tháng 6], Brussels-Charleroi, Dublin, Girona, Hahn, London-Stansted, Valencia)